# استودیو کالکشن ۲۰۰۰–۲۰۱۲
استودیو کالکشن (انگلیسی: Studio Collection) منتشرشده تحت عنوان استودیو کالکشن ۲۰۰۰–۲۰۱۲، یک باکس سِت از گروه راک آمریکایی لینکین پارک است که در سال ۲۰۱۳ منتشر شد. این ست شامل پنج آلبوم نخست گروه و آلبوم ریمیکس سال ۲۰۰۲ گروه به نام ری-انیمیشن است که هر کدام دارای فهرست ترانه‌های اصلی است.

## جدول‌های موسیقی
| جدول (۲۰۱۷)                    | بالاترین جایگاه |
| ------------------------------ | --------------- |
| آلبوم‌های استرالیایی (ای‌آرآی‌ای) | ۴۹              |